# 조세 정책
조세 정책(租稅政策, tax policy)은 정부가 어떠한 조세를 얼마만큼의 금액으로 어느 대상에 부과할지를 결정하는 일이다. 민간기업의 설비투자를 촉진하거나 소비자의 저축이나 소비성향에 영향을 줌으로써 장기적 성장을 촉진한다.
정책 입안자들은 구현 계획에 있는 조세의 본연적인 속성(누진세, 역진세), 그리고 어떻게 이것들이 개인과 기업에 영향을 미칠 것인지(예: 조세 귀착)를 논한다.

## 행정
조세 정책의 구현은 늘 까다로운 일이다. 이를테면 혁명 이전 식민지 시대에 대표 없이 과세 없다라는 문구는 영국의 과세 정책에서 비롯되었다.

## 같이 보기
- 세법